# Michael Wark
Michael Wark (* 1963 in Bremen) ist ein deutscher Chemiker und Professor für Technische Chemie an der Carl von Ossietzky Universität Oldenburg.

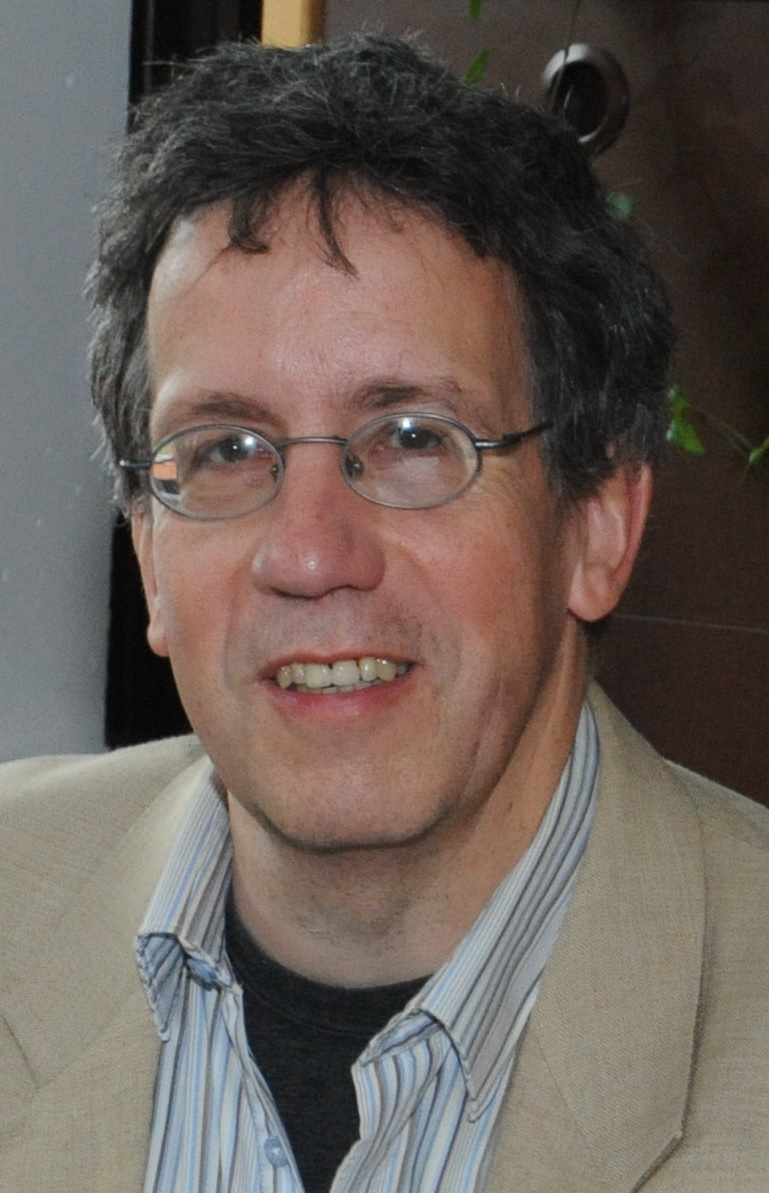
Porträt von Michael Wark

## Leben
Michael Wark trat 1983 ein Chemiestudium an der Universität Bremen an und schloss dieses 1989 als Diplom-Chemiker ab. Seinen akademischen Werdegang begann er noch im selben Jahr als Wissenschaftlicher Mitarbeiter an der Universität Bremen und schrieb in diesem Rahmen seine Doktorarbeit. Bis Anfang 2002 war er als Wissenschaftlicher Mitarbeiter an unterschiedlichen Universitäten in Deutschland sowie Frankreich aktiv.
In den Jahren 2002–2010 wirkte er als akademischer Oberrat am Institut für Physikalische Chemie und Elektrochemie der Leibniz Universität Hannover. In dieser Zeit habilitierte er dort, wurde zum Privatdozenten und schließlich zum Außerplanmäßigen Professor ernannt.
2011 ging er für eine Universitätsprofessur an die Ruhr-Universität Bochum. Im Jahr 2013 folgte er dem Ruf auf die Professur für Technische Chemie an der Carl von Ossietzky Universität Oldenburg.

## Forschungsgebiete
Wark beschäftigt sich im Allgemeinen mit nachhaltiger Ressourcennutzung. Dazu gehören unter anderem Forschungsschwerpunkte wie die Photokatalyse, Materialien für moderne Energietechnik und die Chemie nachwachsender Rohstoffe.

## Veröffentlichungen und Patente
Michael Wark hat über 170 Publikationen in Fachzeitschriften sowie Buchbeiträge verfasst und ist Mitinhaber mehrerer Patente.